# Vina (strumento musicale)

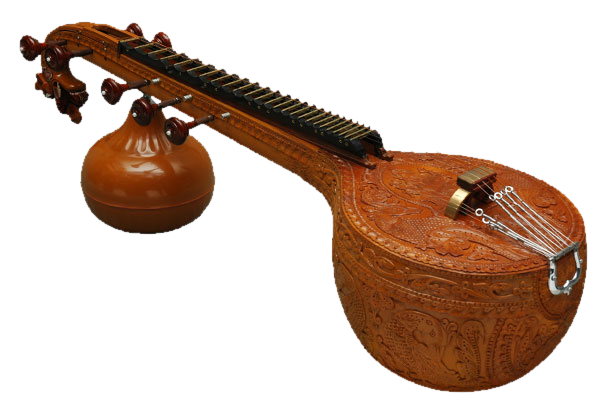
Vīnā tradizionale

La vina (dall'hindi: वीणा "vīnā"), o anche veena, è un nome generico di strumenti musicali indiani a corde pizzicate, che possono appartenere alla famiglia dei liuti o delle cetre.
Il nome "vina" è menzionato nel Nātyaśāstra, trattato sulle arti teatrali, danza e musica scritto attorno all'anno zero.

## Caratteristiche
La Vīnā è uno strumento cordofono lungo fino a 150 cm.
La forma è derivata da una cetra a bastone ed è in genere caratterizzata da un manico lungo e largo che costituisce l'asse dello strumento, con un gran numero di capotasti e dalla presenza di risuonatori, in genere due zucche svuotate.
Il manico si innesta nella tavola armonica semisferica realizzata anch'essa in zucca o legno.

## Tipologie
La Rudra Vina e la Saraswati Vina sono provenienti dalle regioni del Sud dell'India mentre la Vichitra Vina proviene dalla cultura industana del nord dell'India.
La Rudra Vina e la Saraswati Vina possiedono sette corde di cui quattro principali da tocco e tre che si allungano sulla parte sinistra/destra del manico. 
Le corde possono essere anche non pizzicate da un plettro, ma anche soltanto dalle unghie del musicista che vengono lasciate crescere.
La Vichitra Vina ("strana vina") è completamente priva di tasti ed è suonata in posizione orizzontale facendo scorrere sulle corde una palla di vetro o di pietra tenuta nella mano sinistra, a mo' di chitarra slide.